# Josip Leović
Josip Leović (Osijek, 14. kolovoza 1885. – Osijek, 22. siječnja 1963.), bio je osječki kipar, slikar i grafičar. Svoj likovni izraz izgradio je na temeljima bečkog simbolizma i secesije te je ostvario vrijedan prinos hrvatskoj umjetnosti simbolizma.

## Životopis

### Djetinjstvo i mladost
Josip Leović rođen je u Osijeku 14. 8. 1885. godine u  građanskoj obitelji, majka mu Ernestina Elonora rođena Kaltnäcker njemačkog, a otac Antun hrvatskog podrijetla. Osnovnu školu upisuje 1892. i završava ju 1896. Godine 1901. završava Kraljevsku realnu gimnaziju u Osijeku. Na Leovićev rano razvijen interes za umjetnost utječu gimnazijski profesor crtanja Dimitrije Marković te majka Ernestina, osječka pijanistica. Kao dijete prebolio je upalu zgloba kuka (coxitis), što je kao doživotnu posljedicu imalo ukočenost koljena i skraćenje lijeve noge. Hendikep utječe na njegovo mentalno stanje, čineći ga „povučenim, melankoličnim i preozbiljnim.“

### Školovanje i rad u Beču i Zagrebu (1904. – 1917.)
Godine 1901. Leović završava Realnu gimnaziju i kreće na dalju izobrazbu u Beč. Postoji mogućnost da je djelovao u Beču već od 1902. van obrazovnih institucija ili klesarskih radionica. Od 1904. do 1908. izučava klesarski zanat u radionici Eduarda Hausera, „carskog i dvorskog klesarskog majstora,“ a uz to tri godine pohađa i Obrtničku školu (Gewerbliche Fortbildungsschule Wien) koju je završio 1907. godine. Pred kraj izobrazbe postaje pomoćnik u Udruzi graditelja i kamenoklesarskih majstora.   
Nakon školovanja Leović se zapošljava u tvrtki Hauser, Vulkan i Neubrun u Beču. Ta je tvrtka od 1894. do 1899. godine izvodila kamenoklesarske radove na župnoj crkvi sv. Petra i Pavla u njegovu rodnom Osijeku. Djelovao je i na klesarskim i poslovima u Beču, Karansebešu, Grazu te navodno u Budimpešti, nakon čega se vraća u Hrvatsku.

### Život i djelovanje u Osijeku (1917. – 1963.)
Godine 1911. Leović se vraća u Zagreb i upisuje Privremenu višu školu za umjetnost i obrt, današnju Akademiju likovnih umjetnosti, koju završava u srpnju 1915. godine u klasi Mencija Clementa Crnčića. Tokom studija razvija afinitet prema grafici. Kod Crnčića godinu dana specijalizira  u bakropisu, a potom 1916. započinje jednogodišnje školovanje na bečkoj specijalnoj grafičkoj školi Graphische Lehr- und Versuchsanstalt.
Godine 1919. Leović se vraća u Osijek i ženi se glumicom i opernom pjevačicom osječkog HNK Josipom Hrg. Vodi aktivan socijalni život u krugu glumaca, glazbenika i umjetnika te promiče likovnu i opću kulturu. U 1920-tima upoznaje osječkog industrijalca Rudolfa Povischila koji postaje njegovim mecenom do 1945. godine. Nakon smrti Povischila rijetko radi kiparska djela jer je Povischil bio njegov najveći naručitelj skulptura. Od 1922. do 1947. radi kao učitelj crtanja u Ženskoj realnoj gimnaziji u Osijeku i podučava kiparsko modeliranje u osječkoj Školi za likovno-umjetničko obrazovanje. Nakon toga postaje kustos zbirke slika i skulptura muzejsko-konzervatorske struke u Muzeju Slavonije. Tamo radi kao preparator i restaurator slika, skulptura, keramike i predmeta umjetničkog obrta te izrađuje crteže narodnih nošnji za etnografsku zbirku Muzeja. Usprkos odlasku u invalidsku mirovinu 1951., nastavlja raditi u Muzeju kao honorarni službenik do kraja svog života. Kao član Komisije za sakupljanje historijskih spomenika, starina i knjižnica (KOMZA) Leović ima veliku ulogu u spašavanju umjetnina i predmeta kulturne baštine koji su bili oduzeti ili napušteni od vlasnika.
Josip Leović umire u Osijeku 22. 1. 1963. u dobi od 78 godina ostavivši iza sebe golem umjetnički opus i doprinos muzeološkoj djelatnosti svojim radom u Muzeju Slavonije.

## Slikarski opus
Slikarstvo Josipa Leovića prožeto je stilskom različitosti (simbolizam, art  déco, realizam, historicizam, „narodni stil“) te tematskom širinom. Uz dominantnu temu pejsaža, slika prizore grada Osijeka te portrete i prikaze žena. Pejsaž često odražava Leovićevo melankolično raspoloženje i lirsku osjećajnost. Slikan je tehnikom ulja, pastela i akvarela te je vjerodostojan, no ponekad i dekorativno deskriptivan i šaren (Pejzaž, 1920. – 1940.). Zimski su pejsaži i noć jedne od najčešćih motiva slika u ulju i pastelu te grafici. Ženske likove često prikazuje na sladunjavo-erotski način. Iznimku čine slike na kojima dočarava suvremeni tip žene neskrivene senzualnosti, odnosno heroine novog životnog stila 1920-ih godina, čiji je najzorniji primjer Apaškinja. Uz spomenute teme i motive Leovićeva slikarstva se kao poseban motiv na nekoliko slika prikazuju suvremeni život gradske ulice i njihova ikonografija, tehnološki napredak u obliku automobila (Utrka, Noć između Osijeka i Vinkovaca) ili nogomet. 
Uz „egipatski stil“ temeljen na proučavanju tada vrlo popularne egiptologije i staroegipatske umjetnosti, Leović je za svoga mecenu, Rudolfa Povischila, stvarao djela s motivima nacionalne prošlosti (Hrvatski vladar) koji su kombinirani s ukrasnim elementima i ornamentikom u „narodnom stilu“. Djelima odiše izrazit kolorizam i stilizacija koji imaju čisto dekorativnu funkciju. Leović izrađuje i dekorativne predloške, odnosno ornamentalne kompozicije manjeg formata koje su oslikane na listu papira tehnikom akvarela ili otisnute kao litografije.

### Grafička dionica

#### Crteži i skice
Crteži, skice i studije pokrivaju gotovo cjelokupno umjetnikovo stvaralaštvo između 1912. i 1960 godine. Crtež je otpočetka za Leovića bio važno područje likovnog izražavanja (Starica iz Šestina i Portret Petra Zrinskog). Crtački je opus raznovrstan, od „školskih“ studija anatomije do slobodnih crteža koji odstupaju od kanona. Česti su motivi ljudske tjelesne snage, s naglaskom na masivnost i muskuloznost u prikazu muškog lika, dok u prikazu ženskog dominira idealizacija. Crteže izrađuje tehnikom tuša i pera, olovke, ugljena i krede.

#### Grafika
Leović za vrijeme školovanja u Privremenoj višoj školi za umjetnost i umjetni obrt u Zagrebu pokazuje izuzetan afinitet za grafiku, posebice bakropis. Njegov je tadašnji učitelj i mentor bio Menci Clement Crnčić, kod kojega Leović usavršava tehniku bakroreza te nakon završenog studija ostaje raditi. Kao i kod Crnčića, Leovićev se grafički opus može razdijeliti u popularnu grafiku s pejsažima i motivima grada i sela te „ugođajnu“ grafiku simbolističkih obilježja. Umjetnikova inovativnost proizlazi iz varijacije istog motiva koji prikazuje u raznim grafičkim tehnikama; najbolji primjer za to je Vodenica koju izrađuje u tehnici bakropisa i litografije. Leovićeve grafike i crteži su bili objavljivani u Hrvatskom listu na naslovnicama ili kao ilustracije.

### Simbolizam i Leovićevo slikarstvo
Leovićevo se simbolističko slikarstvo može podijeliti na dvije različite tematske razine, na pejsaž i figuralne kompozicije. Slikajući zavičajni pejsaž osječke okolice, umjetnik razvija osobnu vrstu slikarstva lirskog karaktera u kojemu pejsaž oslikava stanje duše, nutarnjih zbivanja i povezanosti s prirodom. To pokazuju djela Močvarne magle i Zimski pejsaž, a fantastična sadržajna komponenta simbolizma prisutna je u slici Bazen u kraljevskom parku.
Božanska iskra
Ključno djelo umjetnikova simbolizma kao i cjelokupnog slikarskog stvaralaštva predstavlja djelo Božanska iskra (Pistis Sophia). Izdvojena je iz kruga umjetnikovih simbolističkih djela zbog specifične ikonografije, simbolike te formata. Reducirana je na tek nekoliko kompozicijskih elemenata, snažnu siluetu lava i profil zasjenjene hridi. Izvorni literarni predložak za ovu sliku gnostički je spis Pistis Sophia te je vjerojatno bila izrađena za Leovićevog mecenu Rudolfa Povischila, koji je bio sklon upravo okultnom, ezoteriji i mistici.
Plave slike
Umjetnikovi pejsaži u plavom monokromnom tonu nastaju po uzoru na istaknutog člana bečke secesije Ernsta Stöhra čije stvaralaštvo upoznaje za vrijeme školovanja u Beču. Djela poput Mjesečine, Dvorca i Majke Božje izborom su motiva, tematikom i slikarskom tehnikom posve različite, no prvenstveno uporabom monokromne plave boje svrstavaju se u kontekst Leovićeva simbolističkog slikarstva.
Svjetla grada
Najpoznatija i najizlaganija Leovićeva slika Osječki trg (Osječka katedrala) neobično je djelo koje pruža mnoštvo različitih interpretativnih mogućnosti. Slika dočarava pogled s glavnog osječkog gornjogradskog trga i pruža pogled prema osječkoj neogotičkoj župnoj crkvi. Specifična je zbog motiva koji pripada ikonografiji ulice – automobilu.

### Simbolizam u grafici
Ranije grafike sa simbolističkim sadržajem nastaju 1920-ih godina, neposredno nakon Leovićeva školovanja i grafičke specijalizacije te prikazuju scene u kojima su uključene figure (Kugina kuća, Diploma Borević i Odljev brončanog kipa). Simbolističke grafike iz kasnije faze stvaralaštva, između 1920. i 1930. godine, obilježava motiv pejsaža. Uz litografije u kojima prevladava motiv noćnog pejsaža i mistična noćna atmosfera (Lađar), umjetnik stvara i dekorativne ilustracije rađene za naslovnice posebnih izdanja osječkog Hrvatskog lista, koje također proizlaze iz simbolističkog nasljeđa.

## Kiparski opus
S kiparskom umjetnošću i umijećem klesarstva Leović se upoznaje još kao mladić u Osijeku u neposrednom kontaktu s klesarskom radionicom Eduarda Hausera u kojoj će se kasnije, u Beču, i zaposliti. Početkom 1920-ih dolazi u doticaj s bogatim osječkim industrijalcem, tvorničarom pokućstva Rudolfom Povischilom, koji mu postaje mecenom i glavnim naručiteljem kiparskih radova.

### Leovićeva skulptura na osječkim izložbama
Leović u početku svoje izložbene aktivnosti (1917. – 1925.) osječkoj publici nije bio poznat kao kipar, već kao slikar i grafičar. Svoja kiparska djela prvi je puta izložio 1925. godine u kinu Urania, u vrijeme kada započinje rad na narudžbi Rudolfa Povischila za ljetnikovac Intervilan nedaleko od Osijeka. Na izložbi 1926. godine u prostorijama Trgovačko-obrtničke komore u Osijeku ističu se njegove atletske impresije, jaka plastika i monumentalnost ljudske figure, te su njegova djela izazvala mnoge pozitivne reakcije. Najveću pažnju privukla su djela izložena 1927. godine na izložbi slika i skulptura u okviru III. Gospodarske izložbe i velikog sajma u Osijeku. Tamo je predstavio svoje skulpture Radnik, Križar i Torzo. Nakon dužeg perioda Leović se ponovno posvećuje svojem kiparskom umijeću tek 1932. godine kada na izložbi slika i skulptura osječkih umjetnika predstavlja jedno od svojih ponajboljih djela, skulpturu Urso (Quo vadis?). U okviru Tjedna kulture i privrede Osijeka, 1935. godine Leović predstavlja skulpturu od umjetnog kamena Egipćanka. Nakon Drugog svjetskog rata se sve manje bavi kiparstvom, što zbog smrti njegova mecene Rudolfa Povischila, što zbog zauzetosti angažmanom u Muzeju Slavonije, ali i zbog same činjenice da više nije bio u naponu stvaralačke, niti fizičke snage. Leović ipak ne prekida u potpunosti rad u ovom mediju, već se usmjerava na izvedbe u maloj plastici te na manje kiparsko-restauratorske radove.

### Mecenat Rudolfa Povischila
Pod mecenstvo Rudolfa Povicschila Leović dolazi u 20-im godinama dvadesetog stoljeća, međutim moguće je da se Povischil kao naručitelj Leovićevih djela pojavljuje još i ranije. Prvi podaci o njihovoj suradnji spominju se nakon Prvog svjetskog rata kada Leović počinje raditi u Tvornici pokućstva i alata za obrt Povischil. U tvornici je Leović izrađivao nacrte za izvan serijski  pojedinačni namještaj slobodne imaginacije posebno za Rudolfa Povischila, a pojedine je dijelove i sam rezbario. Kao glavni i zapravo jedini naručilac Leovićevih skuptura, Rudolf Povischil bio je ključan za „vraćanje“ Leovića njegovom kiparskom umijeću. Unutar oskudnog kataloga Leovićevih kiparskih radova većina je skulptura izravno povezana upravo s Povischilom. Neka od tih djela su upravo Portret Rudolfa Povischila i žensko poprsje Žalost koje je dobar prikaz simbioze simbolizma i secesije u kiparstvu. U skulpturi Žalost prisutni su prepoznatljivi elementi Leovićeva kiparskoga stila: punoća volumena i redukcija oblikovanja na zatvoren masivan blok, jednostavne i široke plohe, tvrda i pojednostavljena modelacija. Osobito je karakterističan prikaz lica i fizionomijskih detalja, oblikovanih bez detaljnog opisivanja, grubo i jednostavno, gotovo sirovo, kao i lica drugih Leovićevih figura.

### Intervilan 154
Intervilan 154 adresa je vile Rudolfa Povischila na južnoj periferiji Osijeka. Upravo za taj ljetnikovac Leović je izveo seriju različitih kiparskih radova koji su postavljeni u prostor oko vile, u ulozi ukrasnih skulptura njezina dvorišta i perivoja. Skulpture je Leović izrađivao na samom Intervilanu gdje je imao i atelijer, a njegov je kiparski rad trajao ukupno tri godine, od 1925. do 1927. Izveo je oko 25 velikih i manjih skulptura, no do danas je mali dio njih ostao in situ, dok je ostatak razmješten po različitim lokacijama u gradu Osijeku, a neke su i uništene ili otuđene. Osim dekorativne plastike poput skulptura Saurijer, Dječak na delfinu i Borba gnoma sa žabama, izrađuje i nekoliko skulptura u natprirodnoj veličini: dva Ženska akta, Sjedeći muški akt, Klečeći muški akt i personifikaciju Noći. Leovićev Intervilan 154 specifičan je i originalan primjer perivoja skulptura. Iako su samo pojedine skulpture jasno odredive kao primjeri simbolističkoga kiparstva, uzet kao cjelina i zbroj svih kiparskih radova, Intervilan se može interpretirati kao svojevrsno simbolističko djelo čiji simbolistički koncept čine imaginacija, fantazija, začudnost i mističnost.  

### Quo vadis?
U katalogu Umjetničke izložbe osječkih slikara i kipara iz 1932. godine spominje se Leovićeva skulptura malih dimenzija Urzus (Quo Vadis?), koja se izravno oslanja na povijesni roman Quo Vadis? Henryka Sienkiewicza. Leovićeva se skulptura odnosi na dramatski snažan i sugestivan prizor iz Sienkiewiczeva književnog djela, s kojim se fabula približava kulminaciji: onaj u kojemu Urso spašava Ligiju od sigurne smrti u amfiteatru. Nakon borbe s bikom (turom) kojeg je ubio golim rukama, on oslobađa spona i podiže ruke Ligiju koja je bila zavezana za bika. Leović skulpturom doslovce oblikuje opisani prizor u kojemu golemi i jaki Urso na svojim rukama drži krhko, malaksalo tijelo onesviještene Ligije. Skulptura predstavlja epilog  simbolističke dionice nevelikoga Leovićeva kiparskog opusa.